# 松永タセ
松永 タセ（まつなが タセ、1884年（明治17年）5月11日 - 1998年（平成10年）11月18日）は、長寿日本一だった東京都江東区の女性。 

## 来歴
新潟県出身。1911年、27歳で結婚。新潟県清里村で農業を営み、3男3女がいた。1962年に夫が亡くなり、同年東京都中央区に転居し、1983年3月に江東区深川の特別養護老人ホームに入居した。孫が27人、ひ孫は「多すぎて分からない」ほどであった。
　1998年7月に日本最高齢となり、9月の敬老会には車いすで出席したが、1998年11月17日から危篤状態になり、翌18日心不全のため東京都江東区の深川安江クリニックで114歳191日で死去。